# 電撃兄弟社
株式会社電撃兄弟社（でんげききょうだいしゃ、英: Dengeki Brother's Co., Ltd.）は、日本の芸能事務所。所在地は東京都中央区築地。

## 会社概要
2015年4月に電撃ネットワークのメンバー南部虎弾、ギュウゾウ、ダンナ小柳が中心となり設立された芸能プロダクションである。当然、電撃ネットワークのメンバー全員が所属している。

## 所属タレント
- 南部虎弾 (電撃ネットワーク)
- ギュウゾウ (電撃ネットワーク)
- ダンナ小柳 (電撃ネットワーク)